# آردشین‌بنک
آردشین‌بنک (انگلیسی: Ardshinbank) شرکت خدمات مالی و بانکداری ارمنستانی است، که در سال ۲۰۰۳ تأسیس شد.